# Chapelle Saint-Roch (Pontevedra)
La chapelle Saint-Roch est un édifice religieux de culte catholique, ayant la catégorie de chapelle, situé dans le quartier A Moureira dans la ville de Pontevedra (Espagne), rue San Roque, très proche du port de Corvaceiras.

## Histoire
C'était la première église des Dominicains dans la ville. Au Moyen Âge, les habitants de Pontevedra avaient déjà fait construire une chapelle dans le cours inférieur de la rivière Gafos pour chercher le refuge et la protection de Saint-Roch, tout près de l'ancien hôpital Saint-Lazare, qui abritait les malades infectieux.
La chapelle a été initialement érigée dans le quartier Corvaceiras, près du port, comme symbole de protection contre les pestiférés qui pouvaient arriver d'outre-mer. Au fil du temps, la chapelle a été déplacée plusieurs fois, jusqu'à ce qu'elle soit installée à son emplacement actuel en 1861. En 1901, la chapelle a été rénovée et agrandie : d'une seule nef, elle est passée à être dotée d'un transept. En octobre 1956, un autre agrandissement de la chapelle a été prévu avec la construction d'un nouveau volume transversal et le résultat de ce remaniement a été inauguré le 16 août 1962.
Le 11 août 2017, la chapelle Saint-Roch a inauguré de nouvelles cloches, copie fidèle des précédentes datant de 1871.

## Description
Il s'agit d'une chapelle néo-classique avec des ajouts romans, de plan carré et à une seule nef. Une partie des vestiges romans, comme les colonnes accolées quatre à quatre pour former trois grandes fenêtres, appartiennent à l'église de l'ancien monastère de Casteláns, dans la commune de Covelo, dont les pierres, lors de la démolition, ont été distribuées dans différents lieux de la province de Pontevedra.
Sur la façade latérale est, il y a des petites colonnes unies par groupes de quatre pour former des fenêtres, et sur les façades latérales et le chevet, des corbeaux romans, dont certains ont été ajoutés pour imiter les anciens. Les thèmes des corbeaux sont variés : nacelles, têtes monstrueuses, personnages barbus, décor végétal et géométrique, coquilles Saint-Jacques, figures animales (ours, crapaud).
Le clocher se détache sur la façade principale. Sur l'un des côtés, l'image de Saint-Roch est visible. Les portes d'entrée de la chapelle sont couronnées par des arcs surbaissés. Le portail de la façade est présente un grand oculus au-dessus de la porte et se termine par un fronton triangulaire. La chapelle est entourée d'un simple mur de pierre faisant office de petit parvis. 
L'intérieur de la chapelle est dominé par le maître-autel en bois polychrome. Sur la partie supérieure se trouve un médaillon avec l'inscription "Ave María Purísima". Dans une niche au centre se trouve l'image de Saint-Roch , à droite le Sacré-Cœur de Jésus et la Reine de la Paix avec une colombe à la main droite, et à gauche Notre-Dame du Rosaire et Saint Pierre.
Dans les bras du transept, sur les autels latéraux, à droite, se trouve Saint Elme. À gauche, la Mater dolorosa, Notre-Dame du Mont-Carmel et Saint Sébastien, à qui la ville rend hommage chaque 20 janvier depuis 1515, lors du Vœu de la Ville, pour l'avoir débarrassée de la peste. Toute la chapelle a des plafonds blancs comme beaucoup d'églises portugaises.

## Culture
L'image de Saint-Roch participe à la procession de la Fête-Dieu et parcourt le quartier des pêcheurs auquel elle donne son nom, lors de la procession du 16 août.

## Galerie

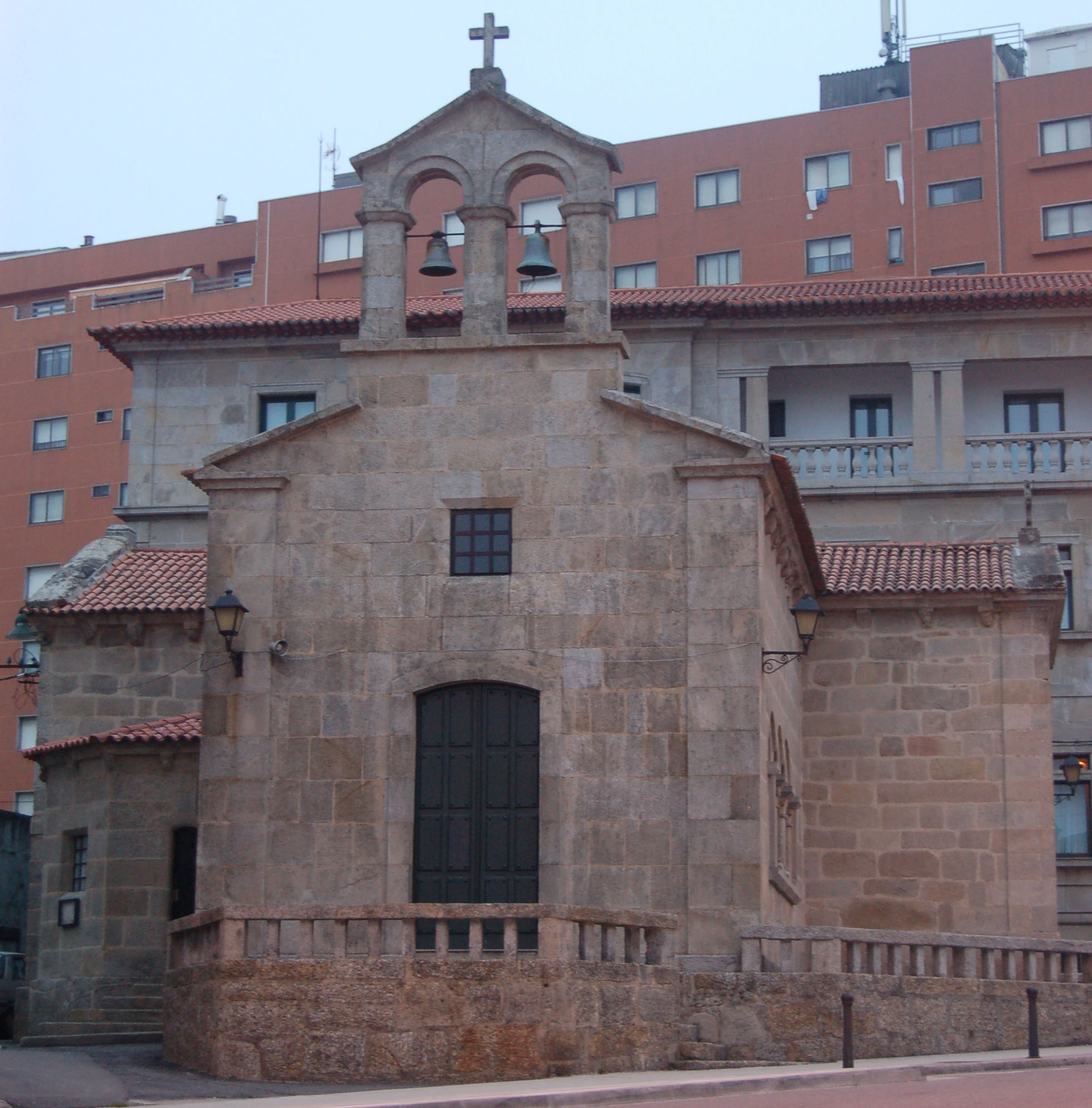
Façade principale et clocher
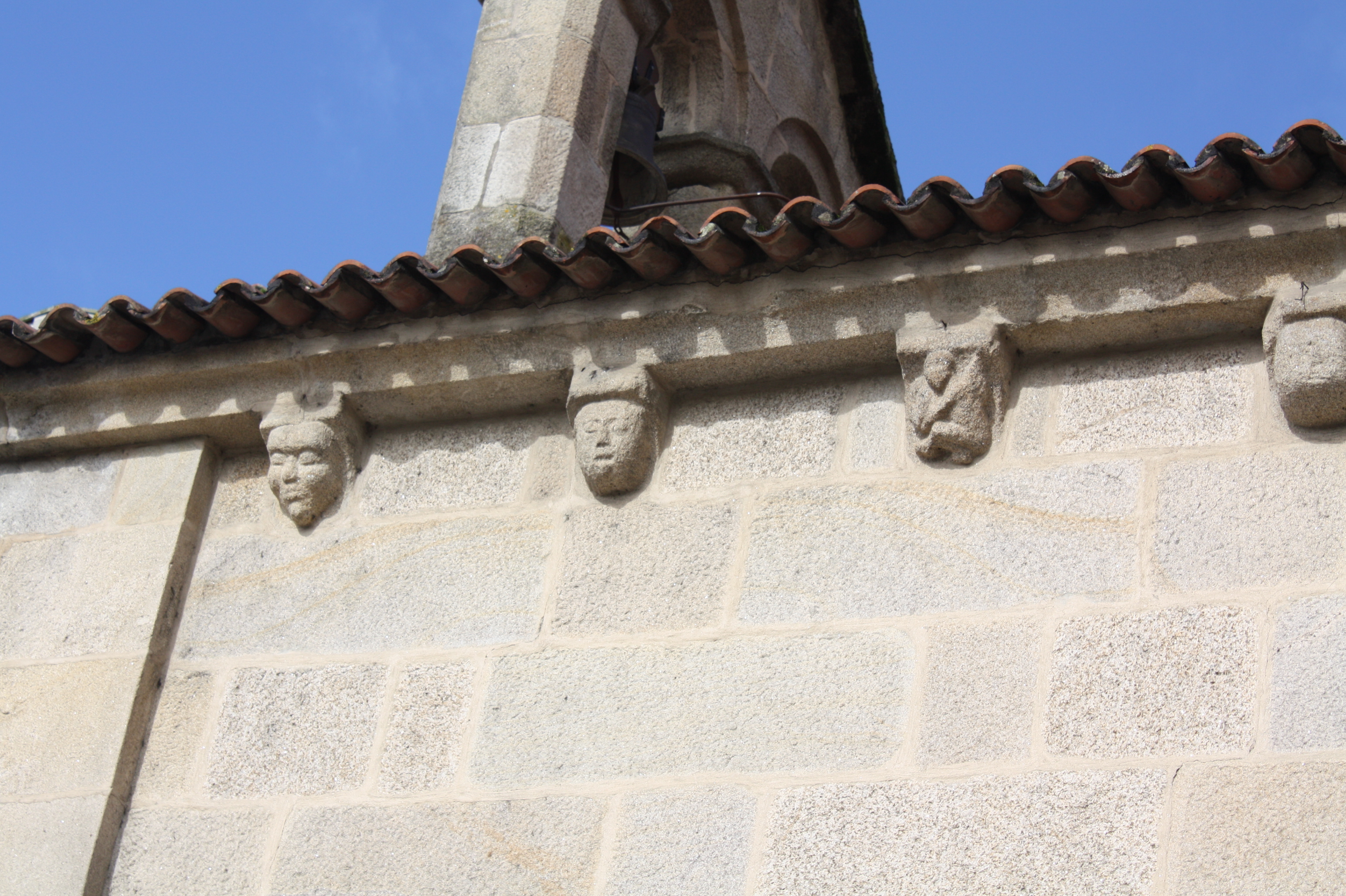
Corbeaux romans
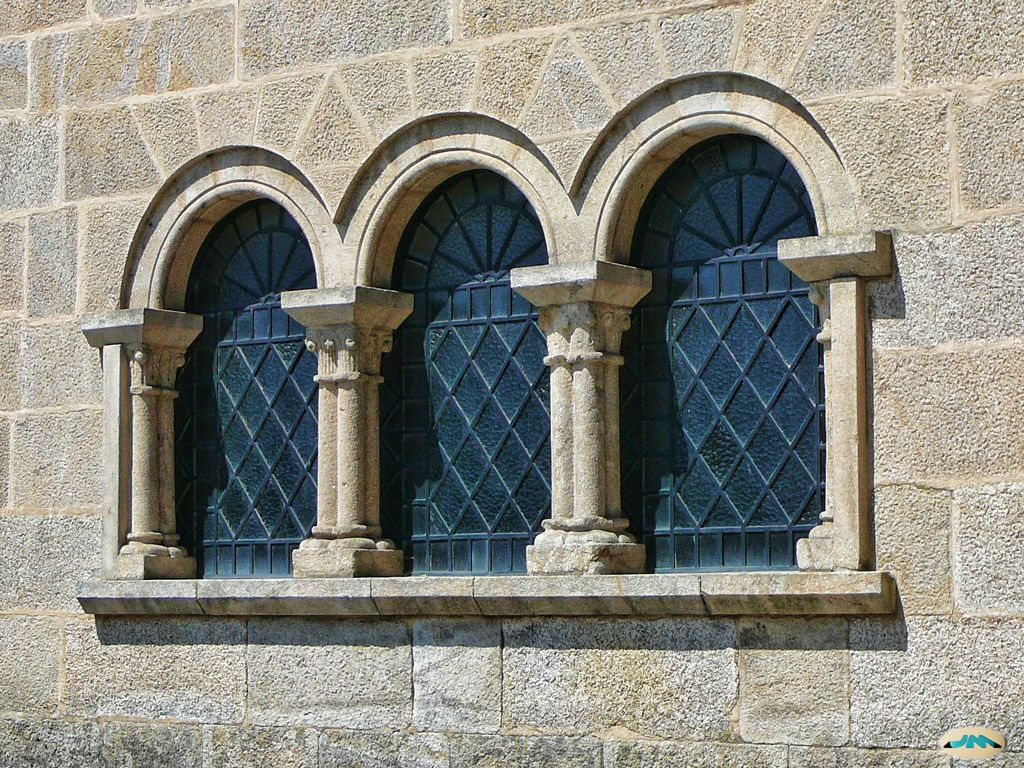
Arcs et colonnes romanes sur la façade latérale
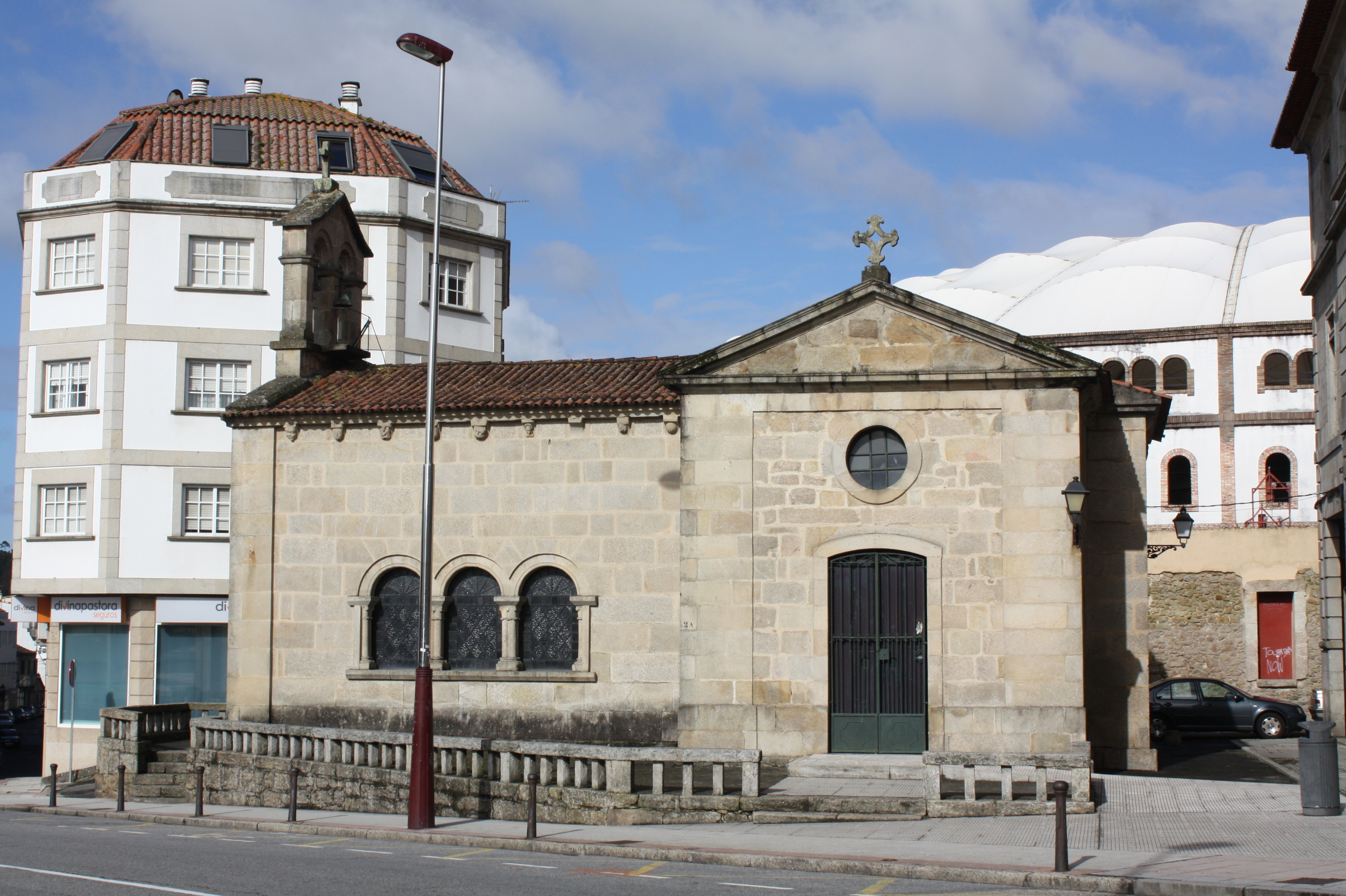
Façade latérale
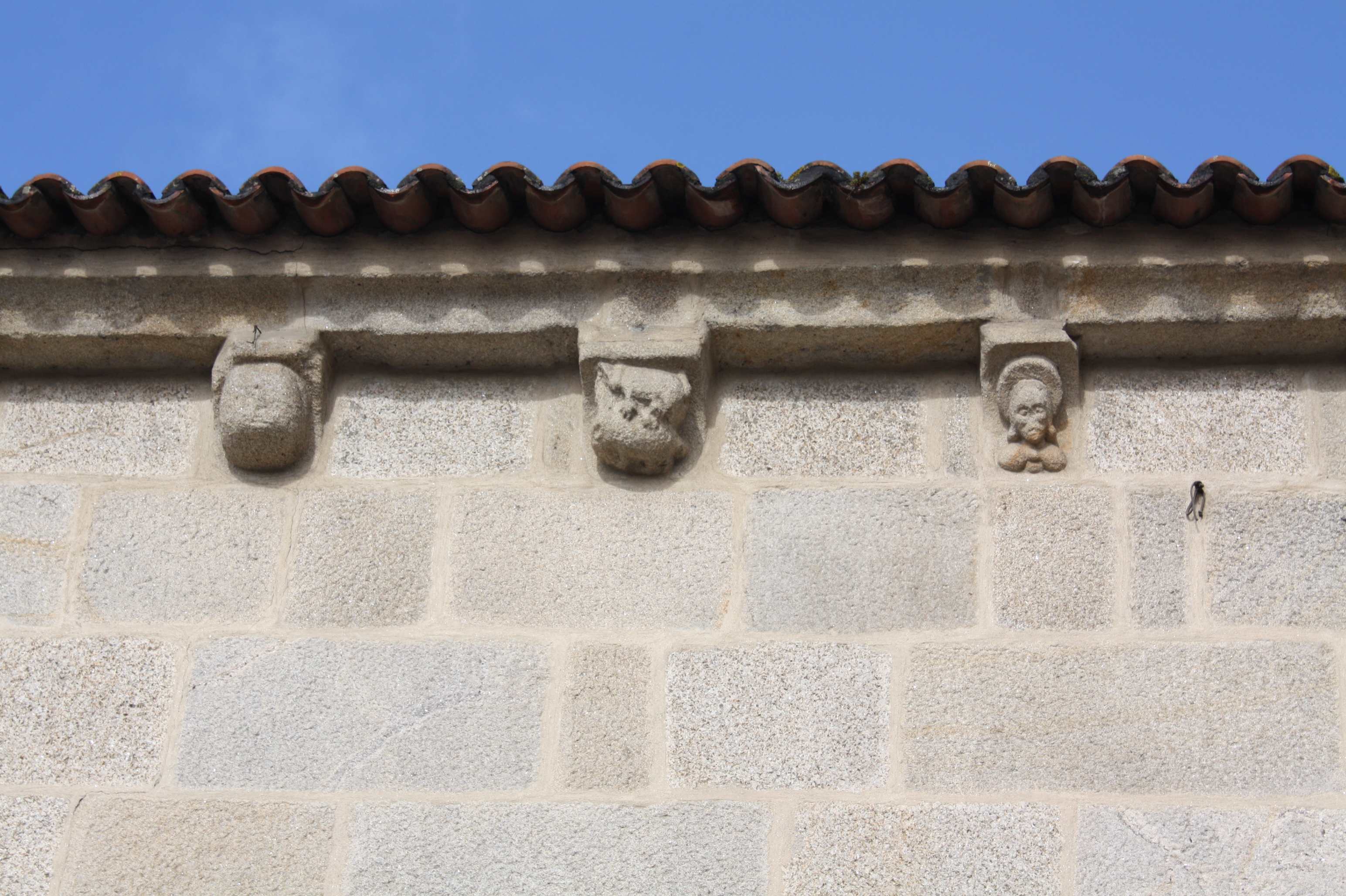
Corbeaux romans
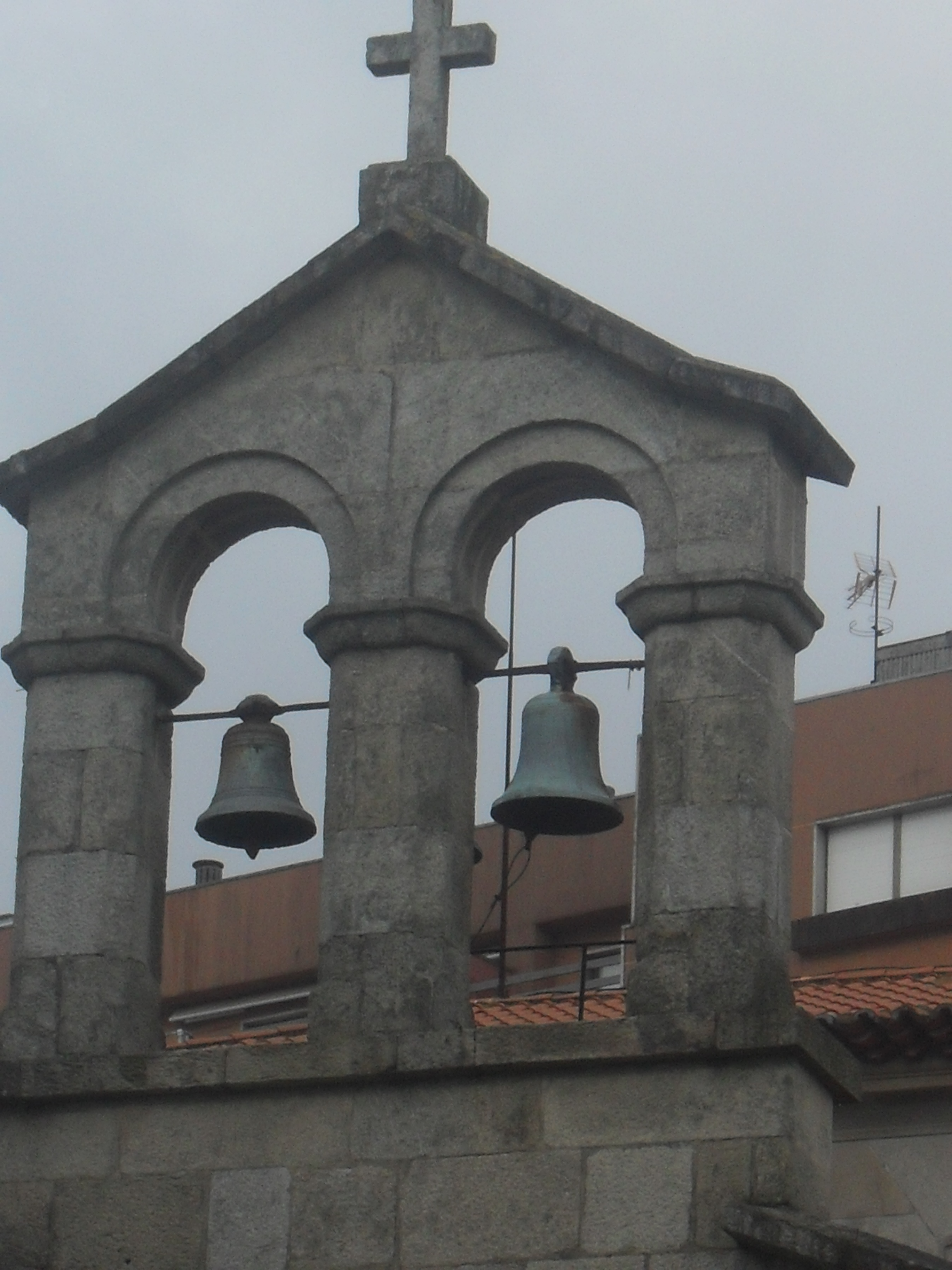
Clocher de la chapelle